# Ipomoea cuprinacoma
Ipomoea cuprinacoma là một loài thực vật có hoa trong họ Bìm bìm. Loài này được E. Carranza & J.A. McDonald mô tả khoa học đầu tiên năm 2004.